# 24 Heures du Mans 2021
Navigation
Édition précédente Édition suivante
Les 24 Heures du Mans 2021 sont la 89e édition de l'épreuve et se déroulent les 21 et 22 août 2021 sur le circuit de la Sarthe. Elles constituent la 4e épreuve du championnat du monde d'endurance FIA 2021.

## Engagés

### Invités
La participation aux 24 Heures du Mans se fait sur invitation uniquement.

#### Invitation dans la catégorie Garage 56
Afin de promouvoir les nouvelles technologies, l'ACO peut inviter un concurrent présentant une voiture innovante, en catégorie « Garage 56 » ou « Innovative car », ne répondant pas aux règlements techniques en vigueur du Championnat du Monde d'Endurance de la FIA.

#### Invitations en fonction des résultats aux 24H du Mans ou autres séries/championnats
Les invitations attribuées aux écuries selon leurs résultats sont, :
- une invitation en LMP2 au vainqueur des 24H du Mans 2020 dans cette catégorie ;
- une invitation en LM GTE Am au vainqueur des 24H du Mans 2020 dans cette catégorie ;
- des invitations en LMP2 aux écuries les mieux classées du championnat European Le Mans Series 2020 dans cette catégorie :
  - une invitation toutes les 6 voitures inscrites à ce championnat dans cette catégorie ;
- une invitation en LM GTE (Pro ou Am) aux écuries les mieux classées du championnat European Le Mans Series 2020 dans cette catégorie :
  - une invitation toutes les 4 voitures inscrites à ce championnat en LM GTE ;
- une invitation en LMP2 au vainqueur du championnat European Le Mans Series 2020 dans la catégorie LMP3 ;
- une invitation en LM GTE Am au vainqueur de la Michelin Le Mans Cup 2020 dans la catégorie GT3 ;
- une invitation en LMP2 aux écuries les mieux classées du championnat Asian Le Mans Series 2021 dans cette catégorie :
  - une invitation toutes les 6 voitures inscrites à ce championnat dans cette catégorie ;
- une invitation en LM GTE Am aux écuries les mieux classées du championnat European Le Mans Series 2020 dans cette catégorie :
  - une invitation toutes les 4 voitures inscrites à ce championnat en catégorie GT ;
- une invitation en LMP2 au vainqueur du championnat European Le Mans Series 2020 dans la catégorie LMP3.

Deux autres invitations sont attribuées à la discrétion des organisateurs de l'IMSA WeatherTech SportsCar Championship.
L'IMSA accorde traditionnellement ces deux invitations aux pilotes remportant les trophées Jim Trueman et Bob Akin (pilotes bronze ou silver ayant marqué le plus de point dans ce championnat respectivement en catégorie LPM2 et GTD). Ces pilotes peuvent choisir l'équipe avec laquelle ils honoreront ces invitations.

Les invitations ne peuvent être attribuées aux concurrents ELMS, Weathertech SCC, Asian LMS et Michelin Le Mans Cup que s'ils ont participé à toutes les épreuves de la série/championnat concerné.
Les invitations ne peuvent être attribuées aux concurrents des 24 Heures du Mans que s'ils ont participé à toutes les épreuves de l’une des séries ELMS, IMSA WeathertechSportscar Championship ou Asian LMS.
Les invitations ne pourront être accordée que si la voiture concernée est engagée en 2021 dans l'un des trois championnats suivants : l'Asian Le Mans Series, l'European Le Mans Series ou l'IMSA WeatherTech SportsCar Championship.
Une équipe ne peut bénéficier de plus de deux invitations d'après ses résultats.
Les limitations ci-dessus ne s'appliquent qu'aux invitations en fonction des résultats.
| Raison de l'invitation                                                                                     | HYPERCAR      | LMP2              | LMGTE Pro          | LMGTE Am                                   |
| --- | ------------- | ----------------- | ------------------ | ------------------------------------------ |
| Vainqueurs des 24 Heures du Mans 2020                                                                      |               | United Autosports |                    | TF Sport                                   |
| Champions ELMS 2020 (LMP2 et GTE)                                                                          |               | United Autosports | Proton Competition | Proton Competition                         |
| Deuxième ELMS 2020 (LMP2 et GTE)                                                                           |               | Non attribuable   | Kessel Racing      | Kessel Racing                              |
| Champion ELMS 2020 (LMP3)                                                                                  |               | Non attribuable   |                    |                                            |
| Champion Michelin Le Mans Cup 2020 (GT3)                                                                   |               |                   |                    | Iron Lynx                                  |
| Lauréat du trophée Jim Trueman attribué par les organisateurs de l'IMSA WeatherTech SportsCar Championship | Patrick Kelly | Patrick Kelly     | Patrick Kelly      | Patrick Kelly                              |
| Lauréat du trophée Bob Atkin attribué par les organisateurs de l'IMSA WeatherTech SportsCar Championship   | Ryan Hardwick | Ryan Hardwick     | Ryan Hardwick      | Ryan Hardwick                              |
| Champion Asian Le Mans Series 2021 (LMP2 Pro et GT)                                                        |               | G-Drive Racing    |                    | Precote Herberth Motorsport                |
| 2e, 3e et 4e Asian Le Mans Series 2021 (GT)                                                                |               |                   |                    | GPX Racing Rinaldi Racing Inception Racing |
| Champion Asian Le Mans Series 2021 (LMP3)                                                                  |               | Non attribuable   |                    |                                            |

Les invitations marquées « Non attribuable » ci-dessus correspondent à celles qui seraient revenues à United Autosports pour la place de second de la catégorie LMP2 et de champion de la catégorie LMP3 dans l'ELMS 2020 ainsi pour la place de champion LMP3 dans l'Asian Le Mans Series 2021. Les invitations correspondantes ne pourront être distribuées car United Autosports bénéficiait déjà de deux invitations (vainqueur des 24 Heures du Mans 2020 en LMP2 et Champion ELMS 2020 en LMP2).

#### Invitation des concurrents engagés dans le Championnat du Monde d’Endurance de la FIA 2021
Les écuries engagées dans le Championnat du monde d'endurance FIA 2021 sont invitées (les 24 Heures du Mans étant une épreuve de ce championnat).

#### Autres invitations
Les autres invitations sont faites sur dossier.

### Liste officielle
La liste des engagés est dévoilée le 9 mars 2021.
| N°             | Pays                                      | Écurie                    | Voiture                  | Pneu     | Pilote 1              | Pilote 2                       | Pilote 3                |
| Hypercar       | Hypercar                                  | Hypercar                  | Hypercar                 | Hypercar | Hypercar              | Hypercar                       | Hypercar                |
| -------------- | ----------------------------------------- | ------------------------- | ------------------------ | -------- | --------------------- | ------------------------------ | ----------------------- |
| 7              |                                           | Toyota Gazoo Racing       | Toyota GR010 Hybrid      | M        | Mike Conway           | Kamui Kobayashi                | José María López        |
| 8              |                                           | Toyota Gazoo Racing       | Toyota GR010 Hybrid      | M        | Sébastien Buemi       | Kazuki Nakajima                | Brendon Hartley         |
| 36             |                                           | Alpine Elf Matmut         | Alpine A480 - Gibson     | M        | André Negrão          | Nicolas Lapierre               | Matthieu Vaxiviere      |
| 708            |                                           | Glickenhaus Racing        | SCG 007                  | M        | Pipo Derani           | Franck Mailleux                | Olivier Pla             |
| 709            |                                           | Glickenhaus Racing        | SCG 007                  | M        | Ryan Briscoe          | Romain Dumas                   | Richard Westbrook       |
| LMP2           |                                           |                           |                          |          |                       |                                |                         |
| 1              |                                           | Richard Mille Racing Team | Oreca 07 - Gibson        | G        | Tatiana Calderón      | Sophia Flörsch                 | Beitske Visser          |
| 17             |                                           | IDEC Sport                | Oreca 07 - Gibson        | G        | Dwight Merriman       | Ryan Dalziel                   | Thomas Laurent          |
| 20             |                                           | High Class Racing         | Oreca 07 - Gibson        | G        | Dennis Andersen       | Marco Sørensen                 | Ricky Taylor            |
| 21             |                                           | DragonSpeed USA           | Oreca 07 - Gibson        | G        | Henrik Hedman         | Juan Pablo Montoya             | Ben Hanley              |
| 22             |                                           | United Autosports USA     | Oreca 07 - Gibson        | G        | Phil Hanson           | Fabio Scherer                  | Filipe Albuquerque      |
| 23             |                                           | United Autosports         | Oreca 07 - Gibson        | G        | Paul di Resta         | Alex Lynn                      | Wayne Boyd              |
| 24             |                                           | PR1 Motorsports Mathiasen | Oreca 07 - Gibson        | G        | Patrick Kelly         | Gabriel Aubry                  | Simon Trummer           |
| 25             | Drapeau : Fédération Automobile de Russie | G-Drive Racing            | Aurus 01 - Gibson        | G        | John Falb             | Rui Andrade                    | Roberto Merhi           |
| 26             | Drapeau : Fédération Automobile de Russie | G-Drive Racing            | Aurus 01 - Gibson        | G        | Roman Rusinov         | Franco Colapinto               | Nyck de Vries           |
| 28             |                                           | Jota Sport                | Oreca 07 - Gibson        | G        | Sean Gelael           | Stoffel Vandoorne              | Tom Blomqvist           |
| 29             |                                           | Racing Team Nederland     | Oreca 07 - Gibson        | G        | Frits van Eerd        | Giedo van der Garde            | Job van Uitert          |
| 30             |                                           | Duqueine Team             | Oreca 07 - Gibson        | G        | René Binder           | Memo Rojas                     | Tristan Gommendy        |
| 31             |                                           | Team WRT                  | Oreca 07 - Gibson        | G        | Robin Frijns          | Ferdinand Habsburg             | Charles Milesi          |
| 32             |                                           | United Autosports         | Oreca 07 - Gibson        | G        | Nicolas Jamin         | Jonathan Aberdein              | Manuel Maldonado        |
| 34             |                                           | Inter Europol Competition | Oreca 07 - Gibson        | G        | Jakub Śmiechowski     | Renger van der Zande           | Alex Brundle            |
| 38             |                                           | Jota Sport                | Oreca 07 - Gibson        | G        | Roberto González      | António Félix da Costa         | Anthony Davidson        |
| 39             |                                           | SO24-DIROB By Graff       | Oreca 07 - Gibson        | G        | Vincent Capillaire    | Arnold Robin                   | Maxime Robin            |
| 41             |                                           | Team WRT                  | Oreca 07 - Gibson        | G        | Robert Kubica         | Louis Delétraz                 | Ye Yifei                |
| 44             |                                           | ARC Bratislava            | Oreca 07 - Gibson        | G        | Miroslav Konôpka      | Oliver Webb                    | Matej Konôpka           |
| 48             |                                           | IDEC Sport                | Oreca 07 - Gibson        | G        | Paul Lafargue         | Paul-Loup Chatin               | Patrick Pilet           |
| 49             |                                           | High Class Racing         | Oreca 07 - Gibson        | G        | Anders Fjordbach      | Jan Magnussen                  | Kevin Magnussen         |
| 65             |                                           | Panis Racing              | Oreca 07 - Gibson        | G        | Julien Canal          | Will Stevens                   | James Allen             |
| 70             |                                           | Realteam Racing           | Oreca 07 - Gibson        | G        | Esteban Garcia        | Loïc Duval                     | Norman Nato             |
| 74             |                                           | Racing Team India Eurasia | Ligier JS P217 - Gibson  | G        | James Winslow         | Tom Cloet                      | John Corbett (de)       |
| 82             |                                           | Risi Competizione         | Oreca 07 - Gibson        | G        | Ryan Cullen           | Oliver Jarvis                  | Felipe Nasr             |
| LMGTE Pro      |                                           |                           |                          |          |                       |                                |                         |
| 51             |                                           | AF Corse                  | Ferrari 488 GTE Evo      | M        | Alessandro Pier Guidi | James Calado                   | Côme Ledogar            |
| 52             |                                           | AF Corse                  | Ferrari 488 GTE Evo      | M        | Daniel Serra          | Miguel Molina                  | Sam Bird                |
| 63             |                                           | Corvette Racing           | Chevrolet Corvette C8.R  | M        | Antonio García        | Jordan Taylor                  | Nicky Catsburg          |
| 64             |                                           | Corvette Racing           | Chevrolet Corvette C8.R  | M        | Tommy Milner          | Nick Tandy                     | Alexander Sims          |
| 72             |                                           | Hub Auto Racing           | Porsche 911 RSR-19       | M        | Dries Vanthoor        | Maxime Martin                  | Álvaro Parente          |
| 79             |                                           | WeatherTech Racing        | Porsche 911 RSR-19       | M        | Cooper MacNeil        | Earl Bamber                    | Laurens Vanthoor        |
| 91             |                                           | Porsche GT Team           | Porsche 911 RSR-19       | M        | Gianmaria Bruni       | Richard Lietz                  | Frédéric Makowiecki     |
| 92             |                                           | Porsche GT Team           | Porsche 911 RSR-19       | M        | Kévin Estre           | Neel Jani                      | Michael Christensen     |
| LMGTE Am       |                                           |                           |                          |          |                       |                                |                         |
| 18             |                                           | Absolute Racing           | Porsche 911 RSR-19       | M        | Andrew Haryanto       | Alessio Picariello             | Marco Seefried          |
| 33             |                                           | TF Sport                  | Aston Martin Vantage AMR | M        | Ben Keating           | Dylan Pereira                  | Felipe Fraga            |
| 46             |                                           | Team Project 1            | Porsche 911 RSR-19       | M        | Dennis Olsen          | Anders Buchardt (de)           | Robby Foley             |
| 47             |                                           | Cetilar Racing            | Ferrari 488 GTE Evo      | M        | Roberto Lacorte       | Giorgio Sernagiotto            | Antonio Fuoco           |
| 54             |                                           | AF Corse                  | Ferrari 488 GTE Evo      | M        | Thomas Flohr          | Francesco Castellacci          | Giancarlo Fisichella    |
| 55             |                                           | Spirit of Race            | Ferrari 488 GTE Evo      | M        | Duncan Cameron        | Matthew Griffin                | David Perel             |
| 56             |                                           | Team Project 1            | Porsche 911 RSR-19       | M        | Egidio Perfetti       | Matteo Cairoli                 | Riccardo Pera           |
| 57             |                                           | Kessel Racing             | Ferrari 488 GTE Evo      | M        | Takeshi Kimura (de)   | Scott Andrews                  | Mikkel Jensen           |
| 60             |                                           | Iron Lynx                 | Ferrari 488 GTE Evo      | M        | Claudio Schiavoni     | Paolo Ruberti                  | Raffaele Gianmaria (en) |
| 66             |                                           | JMW Motorsport            | Ferrari 488 GTE Evo      | M        | Thomas Neubauer (de)  | Jody Fannin                    | Rodrigo Sales           |
| 69             |                                           | Herberth Motorsport       | Porsche 911 RSR-19       | M        | Robert Renauer (de)   | Ralf Bohn                      | Rolf Ineichen           |
| 71             |                                           | Inception Racing          | Ferrari 488 GTE Evo      | M        | Ben Barnicoat         | Brendan Iribe                  | Ollie Millroy           |
| 77             |                                           | Dempsey-Proton Racing     | Porsche 911 RSR-19       | M        | Christian Ried        | Jaxon Evans                    | Matt Campbell           |
| 80             |                                           | Iron Lynx                 | Ferrari 488 GTE Evo      | M        | Matteo Cressoni       | Rino Mastronardi               | Callum Ilott            |
| 83             |                                           | AF Corse                  | Ferrari 488 GTE Evo      | M        | François Perrodo      | Nicklas Nielsen                | Alessio Rovera          |
| 85             |                                           | Iron Lynx                 | Ferrari 488 GTE Evo      | M        | Rahel Frey            | Michelle Gatting               | Sarah Bovy              |
| 86             |                                           | GR Racing                 | Porsche 911 RSR-19       | M        | Michael Wainwright    | Ben Barker                     | Tom Gamble              |
| 88             |                                           | Dempsey-Proton Racing     | Porsche 911 RSR-19       | M        | Julien Andlauer       | Dominique Bastien              | Lance David Arnold (en) |
| 95             |                                           | TF Sport                  | Aston Martin Vantage AMR | M        | John Hartshorne       | Ollie Hancock                  | Ross Gunn               |
| 98             |                                           | Aston Martin Racing       | Aston Martin Vantage AMR | M        | Paul Dalla Lana       | Nicki Thiim                    | Marcos Gomes            |
| 99             |                                           | Proton Competition        | Porsche 911 RSR-19       | M        | Harry Tincknell       | Vutthikorn Inthraphuvasak (de) | Florian Latorre         |
| 388            |                                           | Rinaldi Racing            | Ferrari 488 GTE Evo      | M        | Pierre Ehret          | Christian Hook (de)            | Jeroen Bleekemolen      |
| 777            |                                           | D'Station Racing          | Aston Martin Vantage AMR | M        | Satoshi Hoshino       | Tomonobu Fujii                 | Andrew Watson (en)      |
| Innovative Car |                                           |                           |                          |          |                       |                                |                         |
| 84             |                                           | Association SRT41         | Oreca 07 - Gibson        | G        | Takuma Aoki           | Nigel Bailly (de)              | Matthieu Lahaye         |

Championnat dans lequel la voiture est engagée :
- Championnat du monde d'endurance FIA
- European Le Mans Series
- United SportsCar Championship
- Asian Le Mans Series

#### Réservistes
Le 2 avril, en plus des soixante-deux engagés pour la course, quatre inscriptions sont ajoutées à une liste de réserve afin de remplacer d'éventuelles invitations non acceptées ou retirées.

| Réservistes (17/04) | Réservistes (17/04) | Réservistes (17/04) | Réservistes (17/04) | Réservistes (17/04) | Réservistes (17/04)      | Réservistes (17/04) | Réservistes (17/04)       | Réservistes (17/04) | Réservistes (17/04) |
| Ordre               | Catégorie           | No.                 | Pays                | Écurie              | Voiture                  | Pneu                | Pilote 1                  | Pilote 2            | Pilote 3            |
| ------------------- | ------------------- | ------------------- | ------------------- | ------------------- | ------------------------ | ------------------- | ------------------------- | ------------------- | ------------------- |
| 1                   | LMGTE Am            | 62                  |                     | AF Corse            | Ferrari 488 GTE Evo      | M                   | Christoph Ulrich          | Simon Mann          | Toni Vilander       |
| 2                   | LMP2                | 27                  |                     | Algarve Pro Racing  | Oreca 07-Gibson          | G                   | Mark Patterson            | Naveen Rao          | TBA                 |
| 3                   | LMGTE Am            | 59                  |                     | Garage 59           | Aston Martin Vantage AMR | M                   | Alexander West (de)       | TBA                 | TBA                 |
| 4                   | LMGTE Am            | 61                  |                     | AF Corse            | Ferrari 488 GTE Evo      | M                   | Francesco Piovanetti (de) | TBA                 | TBA                 |

## Journée test
| Pos. | Classe         | No. | Équipe                    | Séance 1 | Séance 2 | Écart |
| ---- | -------------- | --- | ------------------------- | -------- | -------- | ----- |
| 1    | Hypercar       | 708 | Glickenhaus Racing        | 3:31:920 | 3:29:115 |       |
| 2    | Hypercar       | 7   | Toyota Gazoo Racing       | 3:31:852 | 3:29:340 |       |
| 3    | Hypercar       | 8   | Toyota Gazoo Racing       | 3:31:263 | 3:29:622 |       |
| 4    | Hypercar       | 36  | Alpine Elf Matmut         | 3:31:519 | 3:30:111 |       |
| 5    | Hypercar       | 709 | Glickenhaus Racing        | 3:36:113 | 3:30:924 |       |
| 6    | LMP2           | 48  | IDEC Sport                | 3:34:807 | 3:31:105 |       |
| 7    | LMP2           | 65  | Panis Racing              | 3:35:196 | 3:31:120 |       |
| 8    | LMP2           | 41  | Team WRT                  | 3:34:167 | 3:31:448 |       |
| 9    | LMP2           | 23  | United Autosports         | 3:33:038 | 3:31:567 |       |
| 10   | LMP2           | 22  | United Autosports USA     | 3:33:428 | 3:31:969 |       |
| 11   | LMP2           | 82  | Risi Competizione         | 3:34:577 | 3:32:662 |       |
| 12   | LMP2           | 29  | Racing Team Nederland     | 3:34:878 | 3:32:727 |       |
| 13   | LMP2           | 31  | Team WRT                  | 3:36:571 | 3:32:823 |       |
| 14   | LMP2           | 24  | PR1 Motorsports Mathiasen | 3:35:413 | 3:33:126 |       |
| 15   | LMP2           | 30  | Duqueine Team             | 3:36:196 | 3:33:524 |       |
| 16   | LMP2           | 32  | United Autosports         | 3:35:777 | 3:33:658 |       |
| 17   | LMP2           | 49  | High Class Racing         | 3:36:753 | 3:33:680 |       |
| 18   | LMP2           | 70  | Realteam Racing           | 3:35:004 | 3:33:758 |       |
| 19   | LMP2           | 20  | High Class Racing         | 3:38:891 | 3:33:839 |       |
| 20   | LMP2           | 21  | DragonSpeed USA           | 3:35:412 | 3:33:879 |       |
| 21   | LMP2           | 25  | G-Drive Racing            | 3:36:088 | 3:33:932 |       |
| 22   | LMP2           | 34  | Inter Europol Competition | 3:35:360 | 3:33:941 |       |
| 23   | LMP2           | 1   | Richard Mille Racing Team | 3:36:480 | 3:34:256 |       |
| 24   | LMP2           | 38  | Jota Sport                | 3:36:554 | 3:34:478 |       |
| 25   | LMP2           | 28  | Jota Sport                | 3:34:734 | 3:34:877 |       |
| 26   | LMP2           | 26  | G-Drive Racing            | 3:36:928 | 3:34:872 |       |
| 27   | LMP2           | 44  | ARC Bratislava            | 3:40:733 | 3:35:783 |       |
| 28   | Innovative Car | 84  | Association SRT41         | 3:42:145 | 3:37:171 |       |
| 29   | LMP2           | 39  | SO24-Dirob by Graff       | 3:37:489 | 3:37:469 |       |
| 30   | LMP2           | 17  | IDEC Sport                | 3:38:095 |          |       |
| 31   | LMP2           | 74  | Racing Team India Eurasia | 3:41:848 | 3:39:705 |       |
| 32   | GTE Pro        | 92  | Porsche GT Team           | 3:52:901 | 3:53:161 |       |
| 33   | GTE Pro        | 91  | Porsche GT Team           | 3:52:904 | 3:52:948 |       |
| 34   | GTE Pro        | 79  | WeatherTech Racing        | 3:55:751 | 3:52:938 |       |
| 35   | GTE Pro        | 51  | AF Corse                  | 3:53:844 | 3:53:080 |       |
| 36   | GTE Pro        | 52  | AF Corse                  | 3:54:466 | 3:53:091 |       |
| 37   | GTE Pro        | 72  | Hub Auto Racing           | 3:56:998 | 3:53:221 |       |
| 38   | GTE Pro        | 64  | Corvette Racing           | 3:55:580 | 3:53:440 |       |
| 39   | GTE Pro        | 63  | Corvette Racing           | 3:55:932 | 3:54:281 |       |
| 40   | GTE Am         | 99  | Proton Competition        | 3:57:722 | 3:54:472 |       |
| 41   | GTE Am         | 56  | Team Project 1            | 3:57:336 | 3:54:502 |       |
| 42   | GTE Am         | 66  | JMW Motorsport            | 4:00:264 | 3:54:530 |       |
| ...  | GTE Am         |     |                           | 3::      | 3::      |       |

## Qualifications

### Classement final
| Pos. | Classe         | N°  | Équipe                    | Qualification | Hyperpole    | Gri. |
| ---- | -------------- | --- | ------------------------- | ------------- | ------------ | ---- |
| 1    | Hypercar       | 7   | Toyota Gazoo Racing       | 3:26.279      | 3:23.900     | 1    |
| 2    | Hypercar       | 8   | Toyota Gazoo Racing       | 3:27.671      | 3:24.195     | 2    |
| 3    | Hypercar       | 36  | Alpine Elf Matmut         | 3:27.095      | 3:25.574     | 3    |
| 4    | Hypercar       | 708 | Glickenhaus Racing        | 3:28.256      | 3:25.639     | 4    |
| 5    | Hypercar       | 709 | Glickenhaus Racing        | 3:29.381      | 3:27.656     | 5    |
| 6    | LMP2           | 38  | Jota Sport                | 3:28.807      | 3:27.950     | 6    |
| 7    | LMP2           | 41  | Team WRT                  | 3:29.441      | 3:28.470     | 7    |
| 8    | LMP2           | 65  | Panis Racing              | 3:29.508      | 3:28.586     | 8    |
| 9    | LMP2           | 26  | G-Drive Racing            | 3:29.246      | 3:28.943     | 9    |
| 10   | LMP2           | 32  | United Autosports         | 3:29.688      | 3:29.078     | 10   |
| 11   | LMP2           | 23  | United Autosports         | 3:29.830      | 3:30.027     | 11   |
| 12   | LMP2           | 28  | Jota Sport                | 3:29.835      |              | 12   |
| 13   | LMP2           | 70  | Realteam Racing           | 3:29.861      |              | 13   |
| 14   | LMP2           | 24  | PR1 Motorsports Mathiasen | 3:30.123      |              | 14   |
| 15   | LMP2           | 48  | IDEC Sport                | 3:30.166      |              | 15   |
| 16   | LMP2           | 31  | Team WRT                  | 3:30.182      |              | 16   |
| 17   | LMP2           | 22  | United Autosports USA     | 3:30.234      |              | 17   |
| 18   | LMP2           | 21  | DragonSpeed USA           | 3:30.323      |              | 18   |
| 19   | LMP2           | 82  | Risi Competizione         | 3:30.418      |              | 19   |
| 20   | LMP2           | 30  | Duqueine Team             | 3:30.691      |              | 20   |
| 21   | LMP2           | 29  | Racing Team Nederland     | 3:30.843      |              | 22   |
| 22   | LMP2           | 34  | Inter Europol Competition | 3:30.908      |              | 23   |
| 23   | LMP2           | 25  | G-Drive Racing            | 3:31.203      |              | 24   |
| 24   | LMP2           | 49  | High Class Racing         | 3:31.830      |              | 25   |
| 25   | LMP2           | 20  | High Class Racing         | 3:32.252      |              | 26   |
| 26   | LMP2           | 44  | ARC Bratislava            | 3:32.446      |              | 27   |
| 27   | LMP2           | 1   | Richard Mille Racing Team | 3:32.598      |              | 28   |
| 28   | Innovative Car | 84  | Association SRT41         | 3:33.538      |              | 29   |
| 29   | LMP2           | 39  | SO24-DIROB By Graff       | 3:34.005      |              | 30   |
| 30   | LMP2           | 74  | Racing Team India Eurasia | 3:36.012      |              | 31   |
| 31   | LMGTE Pro      | 72  | Hub Auto Racing           | 3:47.599      | 3:46.882     | 32   |
| 32   | LMGTE Pro      | 52  | AF Corse                  | 3:46.011      | 3:47.063     | 33   |
| 33   | LMGTE Pro      | 64  | Corvette Racing           | 3:47.074      | 3:47.093     | 34   |
| 34   | LMGTE Pro      | 51  | AF Corse                  | 3:46.581      | 3:47.247     | 35   |
| 35   | LMGTE Pro      | 91  | Porsche GT Team           | 3:47.624      | 3:47.696     | 36   |
| 36   | LMGTE Pro      | 92  | Porsche GT Team           | 3:46.779      | Pas de temps | 37   |
| 37   | LMGTE Pro      | 79  | WeatherTech Racing        | 3:47.682      |              | 38   |
| 38   | LMGTE Pro      | 63  | Corvette Racing           | 3:49.643      |              | 39   |
| 39   | LMGTE Am       | 88  | Dempsey - Proton Racing   | 3:48.620      | 3:47.987     | 40   |
| 40   | LMGTE Am       | 86  | GR Racing                 | 3:49.100      | 3:48.560     | 41   |
| 41   | LMGTE Am       | 56  | Team Project 1            | 3:49.608      | 3:48.876     | 42   |
| 42   | LMGTE Am       | 47  | Cetilar Racing            | 3:49.102      | 3:49.387     | 43   |
| 43   | LMGTE Am       | 71  | Inception Racing          | 3:49.462      | 3:49.477     | 44   |
| 44   | LMGTE Am       | 33  | TF Sport                  | 3:49.663      | 3:49.676     | 45   |
| 45   | LMGTE Am       | 80  | Iron Lynx                 | 3:49.693      |              | 46   |
| 46   | LMGTE Am       | 57  | Kessel Racing             | 3:49.715      |              | 47   |
| 47   | LMGTE Am       | 99  | Proton Competition        | 3:49.788      |              | 48   |
| 48   | LMGTE Am       | 54  | AF Corse                  | 3:49.829      |              | 49   |
| 49   | LMGTE Am       | 83  | AF Corse                  | 3:49.881      |              | 50   |
| 50   | LMGTE Am       | 77  | Dempsey - Proton Racing   | 3:49.913      |              | 51   |
| 51   | LMGTE Am       | 18  | Absolute Racing           | 3:50.016      |              | 52   |
| 52   | LMGTE Am       | 388 | Rinaldi Racing            | 3:50.018      |              | 53   |
| 53   | LMGTE Am       | 95  | TF Sport                  | 3:50.059      |              | 54   |
| 54   | LMGTE Am       | 98  | Aston Martin Racing       | 3:50.156      |              | 55   |
| 55   | LMGTE Am       | 85  | Iron Lynx                 | 3:50.314      |              | 56   |
| 56   | LMGTE Am       | 60  | Iron Lynx                 | 3:50.768      |              | 57   |
| 57   | LMGTE Am       | 777 | D'Station Racing          | 3:51.107      |              | 58   |
| 58   | LMGTE Am       | 46  | Team Project 1            | 3:51.411      |              | 59   |
| 59   | LMGTE Am       | 55  | Spirit of Race            | 3:52.088      |              | 60   |
| 60   | LMGTE Am       | 66  | JMW Motorsport            | 3:52.304      |              | 61   |
| 61   | LMGTE Am       | 69  | Herberth Motorsport       | 3:52.960      |              | 62   |
| Np.  | LMP2           | 17  | IDEC Sport                | 3:30.709      |              | 21   |

### Pilotes qualifiés par nationalités
| 32 Britanniques | 27 Français   | 15 Italiens   | 12 Américains    | 10 Danois       |
| 9 Néerlandais   | 9 Suisses     | 8 Allemands   | 8 Belges         | 6 Brésiliens    |
| 6 Japonais      | 5 Australiens | 3 Autrichiens | 3 Espagnols      | 3 Néo-Zélandais |
| 3 Norvégiens    | 3 Portugais   | 2 Argentins   | 2 Colombiens     | 2 Indonésiens   |
| 2 Irlandais     | 2 Mexicains   | 2 Polonais    | 2 Slovaques      | 2 Sud-Africains |
| 1 Angolais      | 1 Canadien    | 1 Chinois     | 1 Luxembourgeois | 1 Russe         |
| 1 Suédois       | 1 Thaïlandais | 1 Vénézuélien |                  |                 |

## Course

### Classements intermédiaires
| Pos. | Après la 1re heure | Après la 1re heure                                                            | Après 6 heures | Après 6 heures                                                                | Après 12 heures | Après 12 heures                                                               | Après 18 heures | Après 18 heures                                                               |
| Pos. | n°                 | Voiture / Pilotes                                                             | n°             | Voiture / Pilotes                                                             | n°              | Voiture / Pilotes                                                             | n°              | Voiture / Pilotes                                                             |
| ---- | ------------------ | ----------------------------------------------------------------------------- | -------------- | ----------------------------------------------------------------------------- | --------------- | ----------------------------------------------------------------------------- | --------------- | ----------------------------------------------------------------------------- |
| 1    | 7                  | Toyota Gazoo Racing Toyota GR010 Hybrid (Hypercar) Conway - Kobayashi - López | 7              | Toyota Gazoo Racing Toyota GR010 Hybrid (Hypercar) Conway - Kobayashi - López | 7               | Toyota Gazoo Racing Toyota GR010 Hybrid (Hypercar) Conway - Kobayashi - López | 7               | Toyota Gazoo Racing Toyota GR010 Hybrid (Hypercar) Conway - Kobayashi - López |
| 2    | 38                 | Jota Sport Oreca 07 (LMP2) González - da Costa - Davidson                     | 8              | Toyota Gazoo Racing Toyota GR010 Hybrid (Hypercar) Buemi - Nakajima - Hartley | 8               | Toyota Gazoo Racing Toyota GR010 Hybrid (Hypercar) Buemi - Nakajima - Hartley | 8               | Toyota Gazoo Racing Toyota GR010 Hybrid (Hypercar) Buemi - Nakajima - Hartley |
| 3    | 8                  | Toyota Gazoo Racing Toyota GR010 Hybrid (Hypercar) Buemi - Nakajima - Hartley | 36             | Alpine Elt Matmut Alpine A480 (Hypercar) Negrão - Lapierre - Vaxiviere        | 36              | Alpine Elt Matmut Alpine A480 (Hypercar) Negrão - Lapierre - Vaxiviere        | 708             | Glickenhaus Racing SCG 007 (Hypercar) Derani - Mailleux - Pla                 |
| 4    | 709                | G-Drive Racing Oreca 07 (LMP2) Rusinov - Colapinto - de Vries                 | 708            | Glickenhaus Racing SCG 007 (Hypercar) Derani - Mailleux - Pla                 | 708             | Glickenhaus Racing SCG 007 LMH (Hypercar) Derani - Mailleux - Pla             | 36              | Alpine Elt Matmut Alpine A480 (Hypercar) Negrão - Lapierre - Vaxiviere        |
| 5    | 36                 | Alpine Elt Matmut Alpine A480 (Hypercar) Negrão - Lapierre - Vaxiviere        | 41             | Team WRT Oreca 07 (LMP2) Kubica - Delétraz - Ye                               | 31              | Team WRT Oreca 07 (LMP2) Frijns - Habsburg - Milesi                           | 31              | Team WRT Oreca 07 (LMP2) Frijns - Habsburg - Milesi                           |

### Classement final de la course

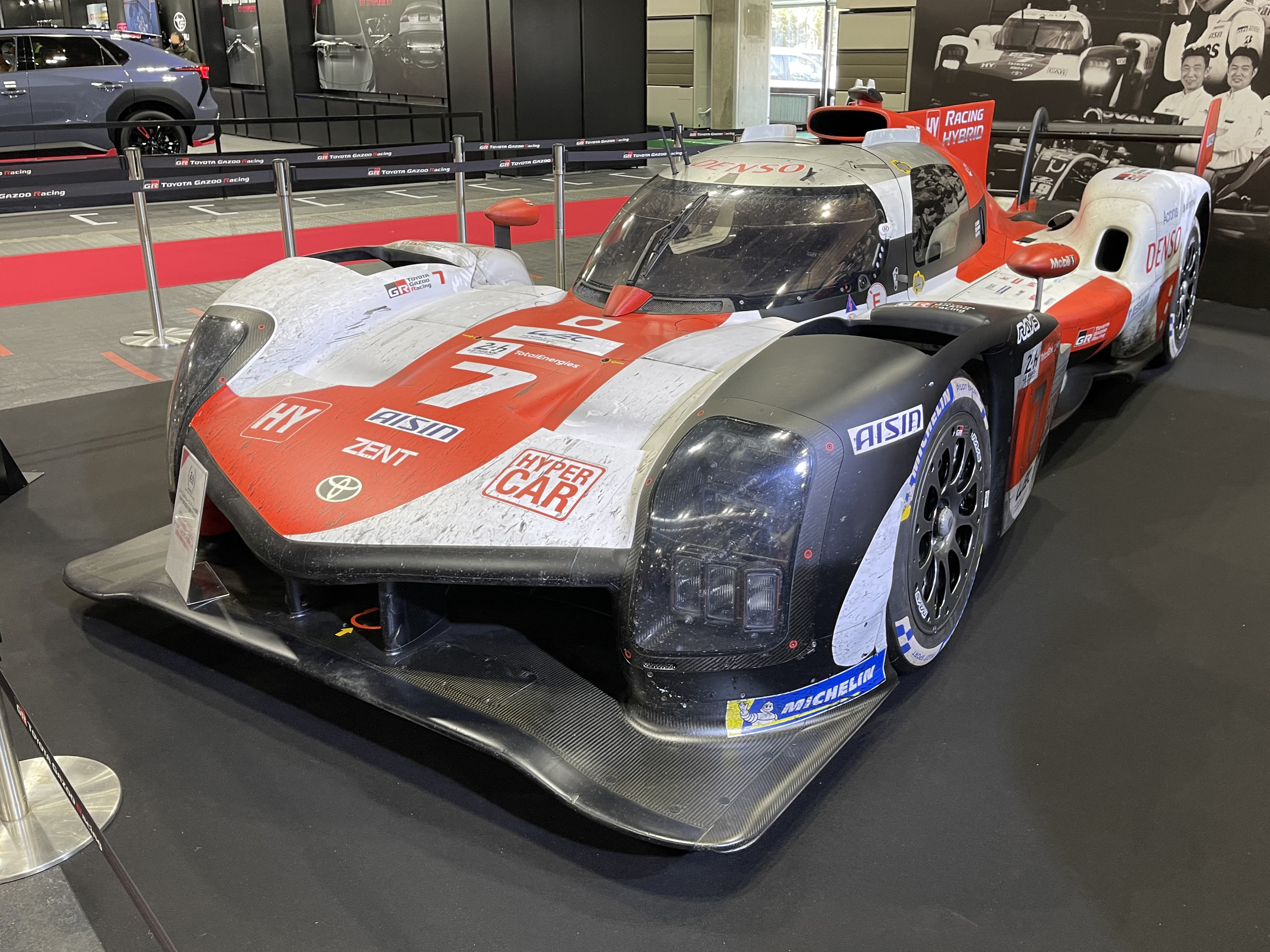
La Toyota GR010 Hybrid victorieuse de l'édition 2021.

| Pos   | Classe         | no  | Écurie                    | Pilotes                                                   | Châssis                          | Pneus | Tours | Temps / Abandon                            |
| Pos   | Classe         | no  | Écurie                    | Pilotes                                                   | Moteur                           | Pneus | Tours | Temps / Abandon                            |
| ----- | -------------- | --- | ------------------------- | --------------------------------------------------------- | -------------------------------- | ----- | ----- | ------------------------------------------ |
| 1     | Hypercar       | 7   | Toyota Gazoo Racing       | Mike Conway Kamui Kobayashi José María López              | Toyota GR010 Hybrid              | M     | 371   | 24 h 0 min 50 s 768                        |
| 1     | Hypercar       | 7   | Toyota Gazoo Racing       | Mike Conway Kamui Kobayashi José María López              | Toyota 3,5 L V6 Bi-Turbo Hybride | M     | 371   | 24 h 0 min 50 s 768                        |
| 2     | Hypercar       | 8   | Toyota Gazoo Racing       | Sébastien Buemi Kazuki Nakajima Brendon Hartley           | Toyota GR010 Hybrid              | M     | 369   | + 2 tours                                  |
| 2     | Hypercar       | 8   | Toyota Gazoo Racing       | Sébastien Buemi Kazuki Nakajima Brendon Hartley           | Toyota 3,5 L V6 Bi-Turbo Hybride | M     | 369   | + 2 tours                                  |
| 3     | Hypercar       | 36  | Alpine Elf Matmut         | André Negrão Nicolas Lapierre Matthieu Vaxivière          | Alpine A480                      | M     | 367   | + 4 tours                                  |
| 3     | Hypercar       | 36  | Alpine Elf Matmut         | André Negrão Nicolas Lapierre Matthieu Vaxivière          | Gibson GL458 4,5 L V8            | M     | 367   | + 4 tours                                  |
| 4     | Hypercar       | 708 | Glickenhaus Racing        | Pipo Derani Franck Mailleux Olivier Pla                   | SCG 007 LMH                      | M     | 367   | + 4 tours                                  |
| 4     | Hypercar       | 708 | Glickenhaus Racing        | Pipo Derani Franck Mailleux Olivier Pla                   | Pipo Moteurs 3,5 L V8 Turbo      | M     | 367   | + 4 tours                                  |
| 5     | Hypercar       | 709 | Glickenhaus Racing        | Ryan Briscoe Romain Dumas Richard Westbrook               | SCG 007 LMH                      | M     | 364   | + 7 tours                                  |
| 5     | Hypercar       | 709 | Glickenhaus Racing        | Ryan Briscoe Romain Dumas Richard Westbrook               | Pipo Moteurs 3,5 L V8 Turbo      | M     | 364   | + 7 tours                                  |
| 6     | LMP2           | 31  | Team WRT                  | Robin Frijns Ferdinand Habsburg Charles Milesi            | Oreca 07                         | G     | 363   | + 8 tours                                  |
| 6     | LMP2           | 31  | Team WRT                  | Robin Frijns Ferdinand Habsburg Charles Milesi            | Gibson GK428 4,2 L V8            | G     | 363   | + 8 tours                                  |
| 7     | LMP2           | 28  | Jota Sport                | Sean Gelael Stoffel Vandoorne Tom Blomqvist               | Oreca 07                         | G     | 363   | + 8 tours                                  |
| 7     | LMP2           | 28  | Jota Sport                | Sean Gelael Stoffel Vandoorne Tom Blomqvist               | Gibson GK428 4,2 L V8            | G     | 363   | + 8 tours                                  |
| 8     | LMP2           | 65  | Panis Racing              | Julien Canal Will Stevens James Allen                     | Oreca 07                         | G     | 362   | + 9 tours                                  |
| 8     | LMP2           | 65  | Panis Racing              | Julien Canal Will Stevens James Allen                     | Gibson GK428 4,2 L V8            | G     | 362   | + 9 tours                                  |
| 9     | LMP2           | 23  | United Autosports         | Paul di Resta Alex Lynn Wayne Boyd                        | Oreca 07                         | G     | 361   | + 10 tours                                 |
| 9     | LMP2           | 23  | United Autosports         | Paul di Resta Alex Lynn Wayne Boyd                        | Gibson GK428 4,2 L V8            | G     | 361   | + 10 tours                                 |
| 10    | LMP2           | 34  | Inter Europol Competition | Jakub Śmiechowski Renger van der Zande Alex Brundle       | Oreca 07                         | G     | 360   | + 11 tours                                 |
| 10    | LMP2           | 34  | Inter Europol Competition | Jakub Śmiechowski Renger van der Zande Alex Brundle       | Gibson GK428 4,2 L V8            | G     | 360   | + 11 tours                                 |
| 11    | LMP2           | 48  | IDEC Sport                | Paul Lafargue Paul-Loup Chatin Patrick Pilet              | Oreca 07                         | G     | 359   | + 12 tours                                 |
| 11    | LMP2           | 48  | IDEC Sport                | Paul Lafargue Paul-Loup Chatin Patrick Pilet              | Gibson GK428 4,2 L V8            | G     | 359   | + 12 tours                                 |
| 12    | LMP2           | 26  | G-Drive Racing            | Roman Rusinov Franco Colapinto Nyck de Vries              | Oreca 07                         | G     | 358   | + 13 tours                                 |
| 12    | LMP2           | 26  | G-Drive Racing            | Roman Rusinov Franco Colapinto Nyck de Vries              | Gibson GK428 4,2 L V8            | G     | 358   | + 13 tours                                 |
| 13    | LMP2           | 38  | Jota Sport                | Roberto González António Félix da Costa Anthony Davidson  | Oreca 07                         | G     | 358   | + 13 tours                                 |
| 13    | LMP2           | 38  | Jota Sport                | Roberto González António Félix da Costa Anthony Davidson  | Gibson GK428 4,2 L V8            | G     | 358   | + 13 tours                                 |
| 14    | LMP2           | 30  | Duqueine Team             | René Binder Memo Rojas Tristan Gommendy                   | Oreca 07                         | G     | 357   | + 14 tours                                 |
| 14    | LMP2           | 30  | Duqueine Team             | René Binder Memo Rojas Tristan Gommendy                   | Gibson GK428 4,2 L V8            | G     | 357   | + 14 tours                                 |
| 15    | LMP2           | 21  | DragonSpeed               | Henrik Hedman Ben Hanley Juan Pablo Montoya               | Oreca 07                         | G     | 356   | + 15 tours                                 |
| 15    | LMP2           | 21  | DragonSpeed               | Henrik Hedman Ben Hanley Juan Pablo Montoya               | Gibson GK428 4,2 L V8            | G     | 356   | + 15 tours                                 |
| 16    | LMP2           | 29  | Racing Team Nederland     | Frits van Eerd Giedo van der Garde Job van Uitert         | Oreca 07                         | G     | 356   | + 15 tours                                 |
| 16    | LMP2           | 29  | Racing Team Nederland     | Frits van Eerd Giedo van der Garde Job van Uitert         | Gibson GK428 4,2 L V8            | G     | 356   | + 15 tours                                 |
| 17    | LMP2           | 70  | Realteam Racing           | Esteban Garcia Norman Nato Loïc Duval                     | Oreca 07                         | G     | 356   | + 15 tours                                 |
| 17    | LMP2           | 70  | Realteam Racing           | Esteban Garcia Norman Nato Loïc Duval                     | Gibson GK428 4,2 L V8            | G     | 356   | + 15 tours                                 |
| 18    | LMP2           | 20  | High Class Racing         | Dennis Andersen Ricky Taylor Marco Sørensen               | Oreca 07                         | G     | 353   | + 18 tours                                 |
| 18    | LMP2           | 20  | High Class Racing         | Dennis Andersen Ricky Taylor Marco Sørensen               | Gibson GK428 4,2 L V8            | G     | 353   | + 18 tours                                 |
| 19    | LMP2           | 39  | SO24-DIROB By Graff       | Vincent Capillaire Arnold Robin Maxime Robin              | Oreca 07                         | G     | 352   | + 19 tours                                 |
| 19    | LMP2           | 39  | SO24-DIROB By Graff       | Vincent Capillaire Arnold Robin Maxime Robin              | Gibson GK428 4,2 L V8            | G     | 352   | + 19 tours                                 |
| 20    | LMGTE Pro      | 51  | AF Corse                  | Alessandro Pier Guidi James Calado Côme Ledogar           | Ferrari 488 GTE Evo              | M     | 345   | + 26 tours                                 |
| 20    | LMGTE Pro      | 51  | AF Corse                  | Alessandro Pier Guidi James Calado Côme Ledogar           | Ferrari F154CB 3,9 L V8 Turbo    | M     | 345   | + 26 tours                                 |
| 21    | LMGTE Pro      | 63  | Corvette Racing           | Antonio García Jordan Taylor Nicky Catsburg               | Chevrolet Corvette C8.R          | M     | 345   | + 26 tours                                 |
| 21    | LMGTE Pro      | 63  | Corvette Racing           | Antonio García Jordan Taylor Nicky Catsburg               | Chevrolet LT 5,5 L V8            | M     | 345   | + 26 tours                                 |
| 22    | LMGTE Pro      | 92  | Porsche GT Team           | Kévin Estre Neel Jani Michael Christensen                 | Porsche 911 RSR-19               | M     | 344   | + 27 tours                                 |
| 22    | LMGTE Pro      | 92  | Porsche GT Team           | Kévin Estre Neel Jani Michael Christensen                 | Porsche 4,2 L Flat-6             | M     | 344   | + 27 tours                                 |
| 23    | LMGTE Pro      | 91  | Porsche GT Team           | Gianmaria Bruni Richard Lietz Frédéric Makowiecki         | Porsche 911 RSR-19               | M     | 343   | + 28 tours                                 |
| 23    | LMGTE Pro      | 91  | Porsche GT Team           | Gianmaria Bruni Richard Lietz Frédéric Makowiecki         | Porsche 4,2 L Flat-6             | M     | 343   | + 28 tours                                 |
| 24    | LMP2           | 44  | ARC Bratislava            | Miroslav Konôpka Oliver Webb Matej Konôpka                | Oreca 07                         | G     | 342   | + 29 tours                                 |
| 24    | LMP2           | 44  | ARC Bratislava            | Miroslav Konôpka Oliver Webb Matej Konôpka                | Gibson GK428 4,2 L V8            | G     | 342   | + 29 tours                                 |
| 25    | LMGTE Am       | 83  | AF Corse                  | François Perrodo Nicklas Nielsen Alessio Rovera           | Ferrari 488 GTE Evo              | M     | 340   | + 31 tours                                 |
| 25    | LMGTE Am       | 83  | AF Corse                  | François Perrodo Nicklas Nielsen Alessio Rovera           | Ferrari F154CB 3,9 L V8 Turbo    | M     | 340   | + 31 tours                                 |
| 26    | LMGTE Am       | 33  | TF Sport                  | Ben Keating Dylan Pereira Felipe Fraga                    | Aston Martin Vantage AMR         | M     | 339   | + 32 tours                                 |
| 26    | LMGTE Am       | 33  | TF Sport                  | Ben Keating Dylan Pereira Felipe Fraga                    | Aston Martin 4,5 L V8 Turbo      | M     | 339   | + 32 tours                                 |
| 27    | LMGTE Am       | 80  | Iron Lynx                 | Matteo Cressoni Rino Mastronardi Callum Ilott             | Ferrari 488 GTE Evo              | M     | 338   | + 33 tours                                 |
| 27    | LMGTE Am       | 80  | Iron Lynx                 | Matteo Cressoni Rino Mastronardi Callum Ilott             | Ferrari F154CB 3,9 L V8 Turbo    | M     | 338   | + 33 tours                                 |
| 28    | LMP2           | 74  | Racing Team India Eurasia | James Winslow John Corbett Tom Cloet                      | Ligier JS P217                   | G     | 338   | + 33 tours                                 |
| 28    | LMP2           | 74  | Racing Team India Eurasia | James Winslow John Corbett Tom Cloet                      | Gibson GK428 4,2 L V8            | G     | 338   | + 33 tours                                 |
| 29    | LMP2           | 49  | High Class Racing         | Anders Fjordbach Jan Magnussen Kevin Magnussen            | Oreca 07                         | G     | 336   | + 35 tours                                 |
| 29    | LMP2           | 49  | High Class Racing         | Anders Fjordbach Jan Magnussen Kevin Magnussen            | Gibson GK428 4,2 L V8            | G     | 336   | + 35 tours                                 |
| 30    | LMGTE Am       | 60  | Iron Lynx                 | Claudio Schiavoni Paolo Ruberti Raffaele Giammaria (en)   | Ferrari 488 GTE Evo              | M     | 335   | + 36 tours                                 |
| 30    | LMGTE Am       | 60  | Iron Lynx                 | Claudio Schiavoni Paolo Ruberti Raffaele Giammaria (en)   | Ferrari F154CB 3,9 L V8 Turbo    | M     | 335   | + 36 tours                                 |
| 31    | LMGTE Am       | 77  | Dempsey-Proton Racing     | Christian Ried Jaxon Evans Matt Campbell                  | Porsche 911 RSR-19               | M     | 335   | + 36 tours                                 |
| 31    | LMGTE Am       | 77  | Dempsey-Proton Racing     | Christian Ried Jaxon Evans Matt Campbell                  | Porsche 4,2 L Flat-6             | M     | 335   | + 36 tours                                 |
| 32    | Innovative Car | 84  | Association SRT41         | Takuma Aoki Nigel Bailly (de) Matthieu Lahaye             | Oreca 07                         | G     | 334   | + 37 tours                                 |
| 32    | Innovative Car | 84  | Association SRT41         | Takuma Aoki Nigel Bailly (de) Matthieu Lahaye             | Gibson GK428 4,2 L V8            | G     | 334   | + 37 tours                                 |
| 33    | LMGTE Am       | 777 | D'Station Racing          | Satoshi Hoshino Tomonobu Fujii Andrew Watson (en)         | Aston Martin Vantage AMR         | M     | 333   | + 38 tours                                 |
| 33    | LMGTE Am       | 777 | D'Station Racing          | Satoshi Hoshino Tomonobu Fujii Andrew Watson (en)         | Aston Martin 4,5 L V8 Turbo      | M     | 333   | + 38 tours                                 |
| 34    | LMGTE Am       | 18  | Absolute Racing           | Andrew Haryanto (de) Alessio Picariello Marco Seefried    | Porsche 911 RSR-19               | M     | 332   | + 39 tours                                 |
| 34    | LMGTE Am       | 18  | Absolute Racing           | Andrew Haryanto (de) Alessio Picariello Marco Seefried    | Porsche 4,2 L Flat-6             | M     | 332   | + 39 tours                                 |
| 35    | LMGTE Am       | 95  | TF Sport                  | John Hartshorne Ollie Hancock Ross Gunn                   | Aston Martin Vantage AMR         | M     | 332   | + 39 tours                                 |
| 35    | LMGTE Am       | 95  | TF Sport                  | John Hartshorne Ollie Hancock Ross Gunn                   | Aston Martin 4,5 L V8 Turbo      | M     | 332   | + 39 tours                                 |
| 36    | LMGTE Am       | 85  | Iron Lynx                 | Rahel Frey Michelle Gatting Sarah Bovy                    | Ferrari 488 GTE Evo              | M     | 332   | + 39 tours                                 |
| 36    | LMGTE Am       | 85  | Iron Lynx                 | Rahel Frey Michelle Gatting Sarah Bovy                    | Ferrari F154CB 3,9 L V8 Turbo    | M     | 332   | + 39 tours                                 |
| 37    | LMGTE Pro      | 52  | AF Corse                  | Miguel Molina Daniel Serra Sam Bird                       | Ferrari 488 GTE Evo              | M     | 331   | + 40 tours                                 |
| 37    | LMGTE Pro      | 52  | AF Corse                  | Miguel Molina Daniel Serra Sam Bird                       | Ferrari F154CB 3,9 L V8 Turbo    | M     | 331   | + 40 tours                                 |
| 38    | LMGTE Am       | 69  | Herberth Motorsport       | Robert Renauer (de) Ralf Bohn (de) Rolf Ineichen          | Porsche 911 RSR-19               | M     | 330   | + 41 tours                                 |
| 38    | LMGTE Am       | 69  | Herberth Motorsport       | Robert Renauer (de) Ralf Bohn (de) Rolf Ineichen          | Porsche 4,2 L Flat-6             | M     | 330   | + 41 tours                                 |
| 39    | LMGTE Am       | 54  | AF Corse                  | Thomas Flohr Giancarlo Fisichella Francesco Castellacci   | Ferrari 488 GTE Evo              | M     | 329   | + 42 tours                                 |
| 39    | LMGTE Am       | 54  | AF Corse                  | Thomas Flohr Giancarlo Fisichella Francesco Castellacci   | Ferrari F154CB 3,9 L V8 Turbo    | M     | 329   | + 42 tours                                 |
| 40    | LMP2           | 22  | United Autosports         | Phil Hanson Fabio Scherer Filipe Albuquerque              | Oreca 07                         | G     | 328   | + 43 tours                                 |
| 40    | LMP2           | 22  | United Autosports         | Phil Hanson Fabio Scherer Filipe Albuquerque              | Gibson GK428 4,2 L V8            | G     | 328   | + 43 tours                                 |
| 41    | LMGTE Am       | 71  | Inception Racing          | Ben Barnicoat Brendan Iribe Ollie Millroy                 | Ferrari 488 GTE Evo              | M     | 327   | + 44 tours                                 |
| 41    | LMGTE Am       | 71  | Inception Racing          | Ben Barnicoat Brendan Iribe Ollie Millroy                 | Ferrari F154CB 3,9 L V8 Turbo    | M     | 327   | + 44 tours                                 |
| 42    | LMGTE Am       | 88  | Dempsey-Proton Racing     | Julien Andlauer Dominique Bastien Lance David Arnold (en) | Porsche 911 RSR-19               | M     | 327   | + 44 tours                                 |
| 42    | LMGTE Am       | 88  | Dempsey-Proton Racing     | Julien Andlauer Dominique Bastien Lance David Arnold (en) | Porsche 4,2 L Flat-6             | M     | 327   | + 44 tours                                 |
| 43    | LMGTE Am       | 86  | GR Racing                 | Michael Wainwright Ben Barker Tom Gamble                  | Porsche 911 RSR-19               | M     | 322   | + 49 tours                                 |
| 43    | LMGTE Am       | 86  | GR Racing                 | Michael Wainwright Ben Barker Tom Gamble                  | Porsche 4,2 L Flat-6             | M     | 322   | + 49 tours                                 |
| 44    | LMGTE Pro      | 64  | Corvette Racing           | Tommy Milner Nick Tandy Alexander Sims                    | Chevrolet Corvette C8.R          | M     | 313   | + 58 tours                                 |
| 44    | LMGTE Pro      | 64  | Corvette Racing           | Tommy Milner Nick Tandy Alexander Sims                    | Chevrolet LT 5,5 L V8            | M     | 313   | + 58 tours                                 |
| N. c. | LMP2           | 41  | Team WRT                  | Louis Delétraz Robert Kubica Ye Yifei                     | Oreca 07                         | G     | 362   | Non classé (tour final inachevé)           |
| N. c. | LMP2           | 41  | Team WRT                  | Louis Delétraz Robert Kubica Ye Yifei                     | Gibson GK428 4,2 L V8            | G     | 362   | Non classé (tour final inachevé)           |
| N. c. | LMP2           | 82  | Risi Competizione         | Ryan Cullen Oliver Jarvis Felipe Nasr                     | Oreca 07                         | G     | 275   | Non classé (moteur)                        |
| N. c. | LMP2           | 82  | Risi Competizione         | Ryan Cullen Oliver Jarvis Felipe Nasr                     | Gibson GK428 4,2 L V8            | G     | 275   | Non classé (moteur)                        |
| Abd.  | LMGTE Am       | 388 | Rinaldi Racing            | Pierre Ehret Christian Hook (de) Jeroen Bleekemolen       | Ferrari 488 GTE Evo              | M     | 271   | Dommages consécutifs à une sortie de piste |
| Abd.  | LMGTE Am       | 388 | Rinaldi Racing            | Pierre Ehret Christian Hook (de) Jeroen Bleekemolen       | Ferrari F154CB 3,9 L V8 Turbo    | M     | 271   | Dommages consécutifs à une sortie de piste |
| Abd.  | LMP2           | 24  | PR1 Motorsports Mathiasen | Patrick Kelly Gabriel Aubry Simon Trummer                 | Oreca 07                         | G     | 261   | Problème électrique                        |
| Abd.  | LMP2           | 24  | PR1 Motorsports Mathiasen | Patrick Kelly Gabriel Aubry Simon Trummer                 | Gibson GK428 4,2 L V8            | G     | 261   | Problème électrique                        |
| Abd.  | LMGTE Pro      | 72  | Hub Auto Racing           | Dries Vanthoor Maxime Martin Álvaro Parente               | Porsche 911 RSR-19               | M     | 227   | Transmission                               |
| Abd.  | LMGTE Pro      | 72  | Hub Auto Racing           | Dries Vanthoor Maxime Martin Álvaro Parente               | Porsche 4,2 L Flat-6             | M     | 227   | Transmission                               |
| Abd.  | LMGTE Pro      | 79  | WeatherTech Racing        | Cooper MacNeil Earl Bamber Laurens Vanthoor               | Porsche 911 RSR-19               | M     | 139   | Dommages consécutifs à une sortie de piste |
| Abd.  | LMGTE Pro      | 79  | WeatherTech Racing        | Cooper MacNeil Earl Bamber Laurens Vanthoor               | Porsche 4,2 L Flat-6             | M     | 139   | Dommages consécutifs à une sortie de piste |
| Abd.  | LMGTE Am       | 46  | Team Project 1            | Dennis Olsen Anders Buchardt (de) Robby Foley             | Porsche 911 RSR-19               | M     | 138   | Suspension                                 |
| Abd.  | LMGTE Am       | 46  | Team Project 1            | Dennis Olsen Anders Buchardt (de) Robby Foley             | Porsche 4,2 L Flat-6             | M     | 138   | Suspension                                 |
| Abd.  | LMGTE Am       | 57  | Kessel Racing             | Takeshi Kimura (de) Scott Andrews Mikkel Jensen           | Ferrari 488 GTE Evo              | M     | 128   | Moteur                                     |
| Abd.  | LMGTE Am       | 57  | Kessel Racing             | Takeshi Kimura (de) Scott Andrews Mikkel Jensen           | Ferrari F154CB 3,9 L V8 Turbo    | M     | 128   | Moteur                                     |
| Abd.  | LMGTE Am       | 66  | JMW Motorsport            | Thomas Neubauer (de) Jody Fannin Rodrigo Sales            | Ferrari 488 GTE Evo              | M     | 117   | Boîte de vitesses                          |
| Abd.  | LMGTE Am       | 66  | JMW Motorsport            | Thomas Neubauer (de) Jody Fannin Rodrigo Sales            | Ferrari F154CB 3,9 L V8 Turbo    | M     | 117   | Boîte de vitesses                          |
| Abd.  | LMGTE Am       | 55  | Spirit of Race            | Duncan Cameron Matthew Griffin David Perel                | Ferrari 488 GTE Evo              | M     | 109   | Problèmes mécaniques                       |
| Abd.  | LMGTE Am       | 55  | Spirit of Race            | Duncan Cameron Matthew Griffin David Perel                | Ferrari F154CB 3,9 L V8 Turbo    | M     | 109   | Problèmes mécaniques                       |
| Abd.  | LMP2           | 25  | G-Drive Racing            | John Falb Rui Andrade Roberto Merhi                       | Oreca 07                         | G     | 108   | Accident                                   |
| Abd.  | LMP2           | 25  | G-Drive Racing            | John Falb Rui Andrade Roberto Merhi                       | Gibson GK428 4,2 L V8            | G     | 108   | Accident                                   |
| Abd.  | LMGTE Am       | 47  | Cetilar Racing            | Roberto Lacorte Giorgio Sernagiotto Antonio Fuoco         | Ferrari 488 GTE Evo              | M     | 90    | Sortie de piste                            |
| Abd.  | LMGTE Am       | 47  | Cetilar Racing            | Roberto Lacorte Giorgio Sernagiotto Antonio Fuoco         | Ferrari F154CB 3,9 L V8 Turbo    | M     | 90    | Sortie de piste                            |
| Abd.  | LMGTE Am       | 56  | Team Project 1            | Egidio Perfetti Matteo Cairoli Riccardo Pera              | Porsche 911 RSR-19               | M     | 84    | Accident                                   |
| Abd.  | LMGTE Am       | 56  | Team Project 1            | Egidio Perfetti Matteo Cairoli Riccardo Pera              | Porsche 4,2 L Flat-6             | M     | 84    | Accident                                   |
| Abd.  | LMP2           | 32  | United Autosports         | Nicolas Jamin Jonathan Aberdein Manuel Maldonado          | Oreca 07                         | G     | 75    | Accident                                   |
| Abd.  | LMP2           | 32  | United Autosports         | Nicolas Jamin Jonathan Aberdein Manuel Maldonado          | Gibson GK428 4,2 L V8            | G     | 75    | Accident                                   |
| Abd.  | LMP2           | 1   | Richard Mille Racing Team | Tatiana Calderón Sophia Flörsch Beitske Visser            | Oreca 07                         | G     | 74    | Accident                                   |
| Abd.  | LMP2           | 1   | Richard Mille Racing Team | Tatiana Calderón Sophia Flörsch Beitske Visser            | Gibson GK428 4,2 L V8            | G     | 74    | Accident                                   |
| Abd.  | LMGTE Am       | 99  | Dempsey-Proton Racing     | Harry Tincknell Vuttikhorn Inthraphuvasak Florian Latorre | Porsche 911 RSR-19               | M     | 66    | Suspension                                 |
| Abd.  | LMGTE Am       | 99  | Dempsey-Proton Racing     | Harry Tincknell Vuttikhorn Inthraphuvasak Florian Latorre | Porsche 4,2 L Flat-6             | M     | 66    | Suspension                                 |
| Abd.  | LMGTE Am       | 98  | Aston Martin Racing       | Paul Dalla Lana Nicki Thiim Marcos Gomes                  | Aston Martin Vantage AMR         | M     | 45    | Accident                                   |
| Abd.  | LMGTE Am       | 98  | Aston Martin Racing       | Paul Dalla Lana Nicki Thiim Marcos Gomes                  | Aston Martin 4,5 L V8 Turbo      | M     | 45    | Accident                                   |
| N. p. | LMP2           | 17  | IDEC Sport                | Dwight Merriman Ryan Dalziel Thomas Laurent               | Oreca 07                         | G     |       | Non partant                                |
| N. p. | LMP2           | 17  | IDEC Sport                | Dwight Merriman Ryan Dalziel Thomas Laurent               | Gibson GK428 4,2 L V8            | G     |       | Non partant                                |

## Records du tour
- Meilleur tour en course absolu :  Brendon Hartley sur Toyota GR010 Hybrid en 3 min 27 s 607 au tour 60.
- Meilleur tour en course catégorie Hypercar :  Brendon Hartley sur Toyota GR010 Hybrid en 3 min 27 s 607 au tour 60.
- Meilleur tour en course catégorie LMP2 :  Will Stevens sur Oreca 07 en 3 min 31 s 096 au tour 349.
- Meilleur tour en course catégorie LMGTE Pro :  Alexander Sims sur Chevrolet Corvette C8.R en 3 min 47 s 501 au tour 273.
- Meilleur tour en course catégorie LMGTE Am :  Dylan Pereira sur Aston Martin Vantage AMR en 3 min 49 s 707 au tour 269.

## Tours en tête
- no 7 Toyota GR010 Hybrid : 348 tours (1-11 / 13-31 / 36-116 / 124-129 / 138-190 / 194-371)
- no 36 Alpine A480 : 1 tour (12)
- no 8 Toyota GR010 Hybrid : 22 tours[11] (32-35 / 117-123 / 130-137 / 191-193)

## À noter
- Longueur du circuit : 13,626 km (13 626 m)
- Nombre de virages : 38
- Nom du circuit : Circuit automobile de la Sarthe
- Lieu : Le Mans, Pays de la Loire, France